# John Kibowen
John Kipkemboi Kibowen (né le 21 avril 1969 à Changach dans le District de Keiyo) est un athlète kényan spécialiste des courses de fond. 

## Palmarès
Il remporte dans l'épreuve du cross court la médaille d'or des Championnats du monde de cross-country 1998, devant Daniel Komen, et en 2000, devant Sammy Kipketer. Il se classe par ailleurs deuxième de l'édition 2003.
En 2001, John Kibowen monte sur la troisième marche du podium du 5 000 mètres lors des Championnats du monde d'Edmonton, s'inclinant face à son compatriote Richard Limo et à l'Éthiopien Million Wolde. Il établit le meilleur temps de sa carrière en 12 min 54 s 07 deux ans plus tard à Paris en finale des Championnats du monde 2003 mais termine néanmoins au pied du podium. Il se classe sixième des Jeux olympiques de 2004 et des Championnats du monde de 2005.